# Ваді-ес-Сірхан
Ваді-ес-Сірхан (араб. وادي السرحان) — велика западина та історична область на північному заході Аравійського півострова. Простягається від оази Ель-Азрак у Йорданії в південно-східному напрямку до Саудівської Аравії, де розташована більша її частина. Упродовж багатьох століть була основним транспортним шляхом між Сирією та Аравійським півостровом. Названа на честь бедуїнського племені Сірхан, яке оселилося в западині в середині XVII століття.

## Географія

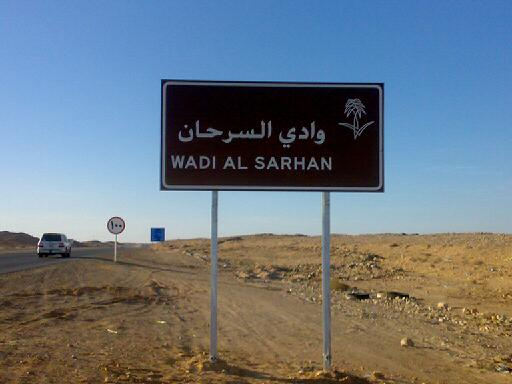
Дорожній знак при в'їзді до Ваді-ес-Сірхану, Саудівська Аравія

Ваді-ес-Сірхан — широка замкнута западина, яка починається біля міста Ель-Азрак в Йорданії і простягається на 140 км в напрямку на південний схід до Саудівської Аравії, закінчуючись джерелами Майбу. Западина сягає від 5 до 18 км завширшки. На думку історика Ірфана Шагіда, термін ваді, який зазвичай позначає вузький прохід, є некоректним у випадку з Сірханом — широкою низиною. Чеський дослідник Алоїз Мусіль описував Сірхан як «піщану, заболочену низину з багатьма маленькими пагорбами».

## Історія
Впродовж багатьох століть Ваді-ес-Сірхан був важливим торговим шляхом між Аравією та Сирією. В VII столітті до н. е. ассирійський цар Асархаддон розпочав похід проти племен Базу і Хазу, що мешкали у Ваді-ес-Сірхані.
За римської доби Ваді-ес-Сірхан продовжував бути провідним маршрутом, з'єднуючи провінцію Аравію Петрейську з рештою Аравійського півострова. Окрім своєї традиційної ролі транспортної артерії в трансаравійській торгівлі, Ваді-ес-Сірхан також був важливим джерелом видобутку солі. Зі свого північного кінця він охоронявся фортецею Азрак, а з південного — фортецею Дума-ель-Джандаль. Написи, знайдені на руїнах обох фортів, були залишені III Киренаїцьким легіоном, що базувався в Бусрі.
Околиці Ваді-ес-Сірхану було місцевістю, звідки Сирії дісталося арабське плем'я Саліхідів, які протягом V століття н. е. були союзниками Візантійської імперії. Коли на початку VI століття на зміну Саліхідам прийшли Гассаніди, у Ваді-ес-Сірхані стали панувати їхні союзники, Кальбіти. Близько 530 року візантійці доручили Гассанідам контроль за регіоном після того, як за наказом імператора Юстиніана I був зруйнований Аравійський лімес — серія укріплень, споруджених для охорони кордонів імперії.
Після мусульманського завоювання 634 року Ваді-ес-Сірхан став зоною постійних конфліктів між племенем Бану-Кальб та їхніми далекими родичами з Бану-ель-Кайна.
Низовина отримала свою нинішню назву близько 1650 року після переселення до неї з Хаврану племені  Сірхан, ймовірних нащадків Бану-Кальб. До цього Ваді-ес-Сірхан був відомий як Ваді-ель-Азрак, на честь оази Ель-Азрак в теперішній Йорданії.
Томас Едвард Лоуренс, що перебував у Ваді-ес-Сірхані під час Арабського повстання, згадував про нього так: «Ми дісталися Сірхану, не долини, а довгого розлому, що осушує місцевість з кожного його боку, збираючи в западинах воду».
До кінця XIX століття домінуючою силою у Ваді-ес-Сірхані було бедуїнське племя Рувалла. Вождь племені, Нурі Шалан, був одним із підписантів Хаддської угоди між Еміратом Зайордання та Султанатом Неджд, попередниками сучасної Йорданії та Саудівської Аравії відповідно. За результатами договору більша частина Ваді-ес-Сірхана відійшла до Саудівської Аравії, тоді як Йорданія зберегла північно-західну частину регіону навколо Ель-Азраку.